# Entosthodon chiloensis
Entosthodon chiloensis är en bladmossart som beskrevs av Mitten 1869. Entosthodon chiloensis ingår i släktet koppmossor, och familjen Funariaceae. Inga underarter finns listade i Catalogue of Life.